# Olive Feuerbach
Olive Feuerbach (* 1952 in Karlsruhe) ist eine deutsche Schriftstellerin und Fotografin. Sie schreibt Krimis und erotische Texte.

## Leben und Wirken
Als Fotografin und Theoretikerin der Aktfotografie hat Feuerbach ihre eigene Handschrift entwickelt. Beispiele ihrer Arbeiten finden sich in den Tübingen Jahrbüchern „Mein heimliches/lesbisches Auge“.
Feuerbach lebt in Stuttgart und seit 2009 überwiegend in Perpignan bzw. Clichy-sur-Mer in Frankreich.

## Publikationen
- Sommerkrimi, Kriminalroman, Konkursbuch Verlag Gehrke, Tübingen 2010, ISBN 978-3-88769-752-5.
- Teresas Berichtsheft, erotische Phantasien, Tübingen 2010, ISBN 978-3-88769-753-2 .
- Schmutziger Mord, Kriminalroman, Tübingen 2011, ISBN 978-3-88769-761-7.